# Глостерський собор

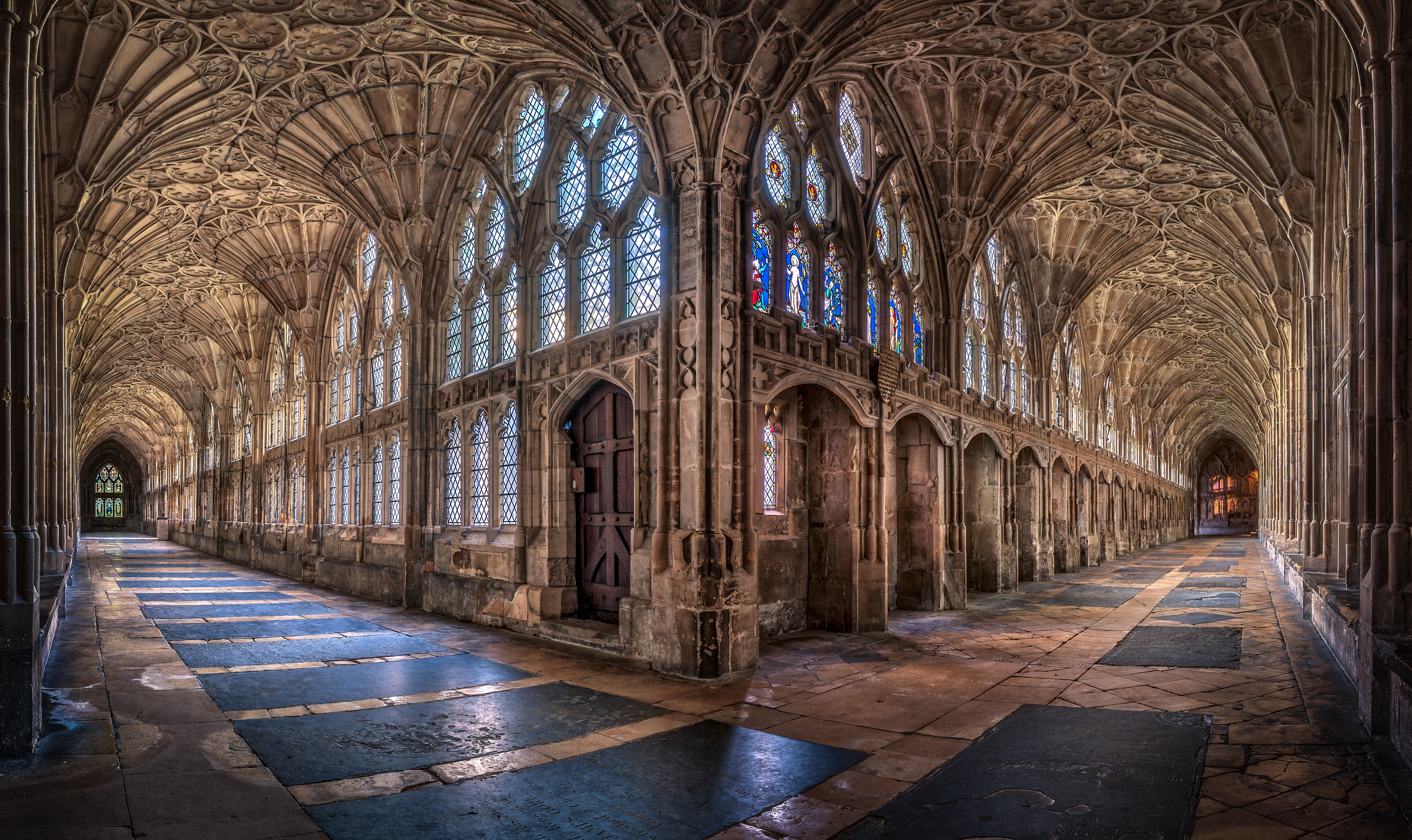
Крита галерея Глостерського собору

Гло́стерський собо́р (англ. Gloucester Cathedral) — собор в північній частині міста Глостер неподалік від берега Северна, є кафедрою Глостерської єпархії, Англія.

## Історія
Відомості про перші скаральні споруди на цьому місці датуються 678–681 роками, коли тут королем Осріком було засновано абатство Святого Петра. Пізніше монастир неодноразово перебудовувався. 1216 року в соборі пройшла коронація Генріха III.
1089 року, за часів абата Серло, розпочалося будівництва сучасного собору, яке тривало аж до 1499 року. Собор у той час був церквою абатства. З початком Англійської реформації в 1530-ті роки Генріх VIII почав процес ліквідації монастирів, внаслідок якої було ліквідовано й Глостерське абатство. 1541 року була утворена єпархія, а храм став її кафедральним собором.

## Архітектура
Сама будівля собору належить до стилю перпендикулярної готики з хором і віяловими склепіннями клуатр, ранні елементи споруджені в пізньому романському стилі. Собор має вигляд хреста з округленим кінцем на сході та трьома капеллами, що радіально розходяться, середня з яких присвячена Діві Марії (друга половина XV століття). Головний нава собору побудований у 1089–1100 роках, в епоху панування «нормандських норманів» з династії Вільгельма Завойовника.
Клуатр собору датується 1351–1412 роками, західний фасад будівлі — 1420–1437 роками, центральна вежа — 1450–1460 роками. На східному фасаді розташований великий вітраж. Його висота становить 23,8 м, ширина — 11,6 м.
Довжина собору — 130 м, ширина — 44 м, висота вежі — 69 м. Остання велика реконструкція собору проходила в 1847–1873 роки, коли були внесені елементи, характерні для вікторіанської епохи. 1968 року було відремонтовано дах, а 1994 року відреставровано вежу.

## Поховання
У соборі розташована статуя короля Осрік. Тут були поховані чимало відомих осіб Глостершира, зокрема Роберт III Куртгеза, син Вільгельма Завойовника та Едуард II. Останньою в соборі була похована урна з прахом Доротеї Біл, відомої захисниці прав жінок на вищу освіту.

## Собор в кіно і на телебаченні
У Глостерському соборі проходили знімання фільмів про Гаррі Поттера. Також тут знімався серіал The Hollow Crown за мотивами п'єс Шекспіра.